# 伊東玄朴

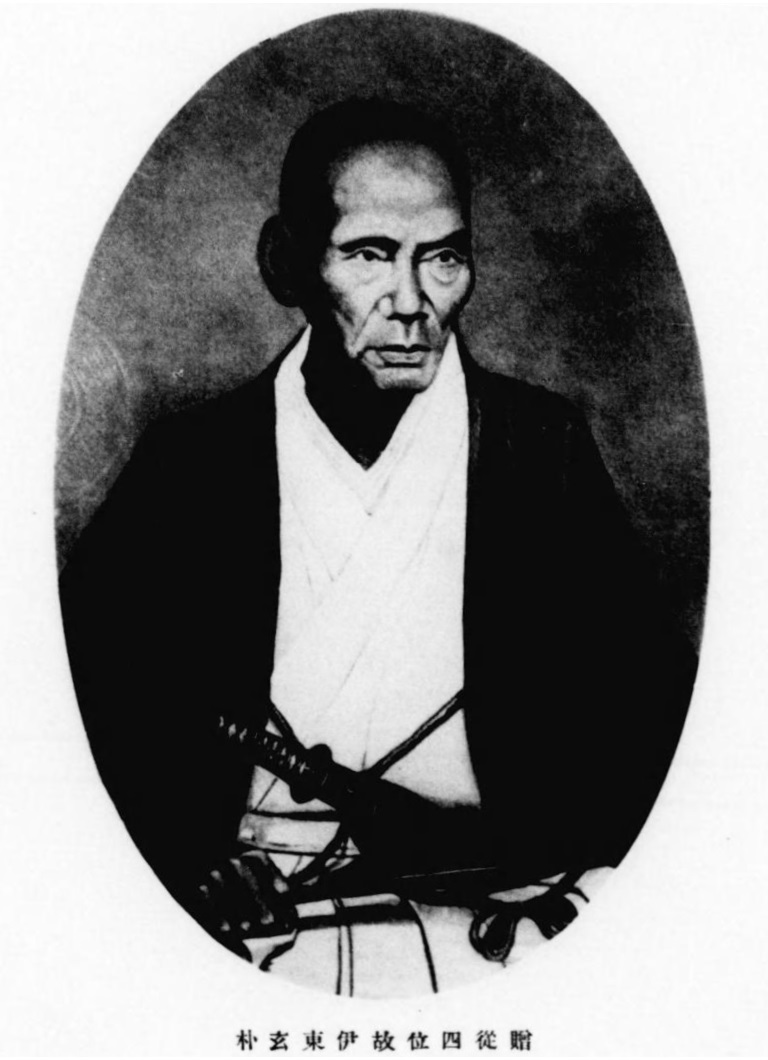
伊東玄朴

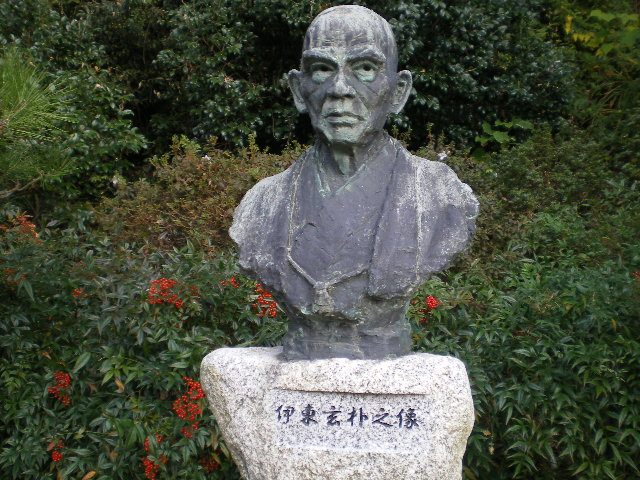
伊東玄朴旧宅にある像

伊東 玄朴（いとう げんぼく、寛政12年12月28日（1801年2月11日） - 明治4年1月2日（1871年2月20日））は、江戸時代末期（幕末）から明治にかけての蘭方医。江戸幕府奥医師まで登りつめた。名は淵。近代医学の祖で、官医界における蘭方の地位を確立した。

## 生涯

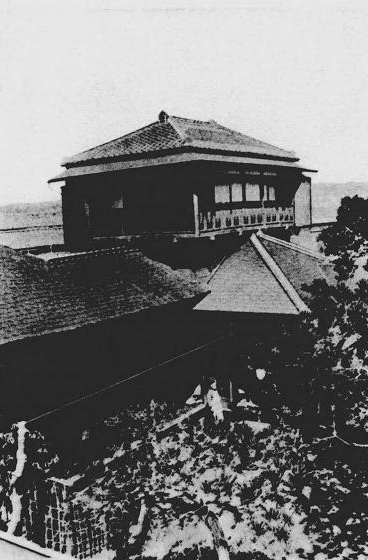
神田神保町の伊東玄朴別宅。蘭学所として使われ、高野長英らが出入りし、津田真道、杉亭二、津田仙らが学んだ。売却後、原胤昭の東京出獄人保護所に使われた

寛政12年（1801年）、肥前国（現在の佐賀県神埼市神埼町的仁比山）にて仁比山神社に仕えた執行重助の子として誕生する。のちに佐賀藩士の伊東家の養子となる。実家の執行家は、佐賀藩着座執行家および櫛田宮社家執行家の一族である。また、養家の伊東家は、戦国時代の龍造寺氏の譜代家臣伊東家秀の子孫にあたる。
長崎の鳴滝塾で、フィリップ・フランツ・フォン・シーボルトよりオランダ医学を学ぶ。
1826年4月、オランダ商館長（カピタン）の江戸参府にシーボルトが随行する際、一緒に江戸へ向かい、そのまま江戸に留まり、佐賀藩医の身分で蘭学の諸同志と交流する。
文政11年（1828年）のシーボルト事件では連座を免れた。
天保14年（1843年）12月、佐賀藩鍋島直正の侍医として7人扶持で召し抱えられる。
嘉永2年（1849年）7月20日、佐賀藩に牛痘種痘苗の入手を進言し、オランダ商館を通してこれを入手に成功。この痘苗が長崎から京都・大阪・福井から北陸へと広まり、そして10月には江戸に運ばれ、種痘は関東や東北へ広まった。安政5年（1858年）5月7日、玄朴は大槻俊斎・戸塚静海らと図り江戸に種痘所（お玉が池種痘所）を開設、弟子の池田多仲を同所の留守居とした。同年7月3日、江戸幕府第13代将軍・徳川家定の脚気による重態に際し、漢方医の青木春岱・遠田澄庵、蘭方医の戸塚静海とともに幕府奥医師に挙用される。蘭方内科医が幕医に登用されたのは、伊東・戸塚が最初である。玄朴はこの機を逃さず蘭方の拡張を図り、同7日には伊東貫斎・竹内玄同の増員に成功した。これにより蘭方内科奥医師は4名となった。さらに同年10月16日、時のコレラ流行を利用し、松本良甫・吉田収庵・伊東玄圭ら蘭方医の採用を申請した。
前出の種痘所は半年後に火災で焼失するが、種痘の拠点を一旦玄朴の自宅に移したのち、翌年には場所を移して再建される。この再建の際、濱口梧陵が建物代3百両、機材代4百両という大金を寄贈している。さらにその翌年には幕府の支配下、即ち公的機関となり大槻俊斎を責任者とした。そのまた翌年の文久元年（1861年）、「西洋医学所」と名を改め、教授、解剖、種痘の三科に分かれて西洋医学を教授・実践する場となり、文久2年（1862年）年に林洞海や竹内玄同と共に玄朴はこの西洋医学所の取締役を命じられた。同年12月16日には蘭方医として初めて法印 に進み、長春院と号し、名実ともに蘭方医の頂点に立った。
同年、大槻が死去したため、後任の頭取として玄朴らの推挽により大阪から緒方洪庵を招聘。
文久3年（1863年）、緒方が死去すると、後任の頭取に松本良順が就いた。
同年1月25日、松本良順の弾劾により玄朴は失脚、小普請入りとなる。元治元年（1864年）10月28日、小普請医師より寄合医師に昇格、いくぶん地位を回復するが、以後奥医師に返り咲くことはなかった。
明治4年（1871年）、死去。墓は東京都台東区谷中の天龍院にある。大正4年（1915年）11月、大正天皇即位の礼に際して従四位を贈られた。

## 親族
- 実父・執行重助
- 養父の伊東祐章は佐賀藩士。玄朴30歳で祐章の養子となる。
- 妻は長崎のオランダ語通詞・猪俣傳次衛門の長女・照（1812年 - 1881年）。
- 三男は「御園おしろい」で知られた伊東胡蝶園創業者の伊東栄[1]
- 幕末の英国留学生(イギリスの日本人学生#幕府学生）のひとり伊東昌之助（岡保義、1847年生）は玄朴の四男として受験し合格[4]、ユニバーシティ・カレッジ・スクール（ロンドン大学附属の中等教育校）で約2年学んだ[5]。帰国後は開成所教授、鉱山寮権助を務めた[6]。
- 婿養子の伊東方成（玄伯）(1834-1898、相模原出身）は、明治天皇の侍医。村医だった鈴木方策の長男として生まれ、同じく村医の井上篤斎の寺子屋で学んだのち17歳で上京して玄朴に師事、29歳で日本初の官立洋式病院長崎養生所に移り、オランダ人軍医ヨハネス・ポンペ・ファン・メーデルフォールトに学び、1862年の幕府派遣留学生として林研海らとともにオランダで医学を修めた[7]。1868年に帰国後、大典医を経て1870年から4年間ドイツで学び、1877年に侍医となる[8]。1887年の欧州派遣を経て1891年より宮内省御用掛として明治天皇と皇太子に仕え、1896年には宮中顧問官となった[8]。
- 養子に伊東(御厨）玄圭、長女まちの娘養子の伊東（織田）貫斎（紀州藩寄合医師）[9]
- 方成の長女ハマの夫に鈴木愛之助[10]。
- 方成の長男浅野猶三郎[11]は内村鑑三に師事した無教会主義キリスト者、独立伝道者。
- 昭和天皇の侍医を勤め、その死を看取った伊東貞三も子孫である。

## 伝記文献
- 鳥井裕美子「伊東玄朴―江戸の種痘所創設の立役者」、『九州の蘭学 - 越境と交流』247-252頁
ヴォルフガング・ミヒェル、鳥井裕美子、川嶌眞人 共編、（京都：思文閣出版、2009年） ISBN 9784784214105）
- 伊東栄『伊東玄朴伝』（玄文社、1916年／複製版：八潮書店、1978年）

## 登場作品
小説
- 司馬遼太郎『胡蝶の夢』（新潮文庫ほか）
- 吉村昭『日本医家伝』（講談社ほか）

漫画
- 手塚治虫『陽だまりの樹』（小学館文庫ほか） - 手塚治虫の曽祖父手塚良仙は玄朴らとお玉が池種痘所を設立した一人
- 村上もとか『JIN-仁-』（集英社ほか）
- みなもと太郎『風雲児たち』（リイド社ほか）
- 松本康史『伊東玄朴　天然痘から日本を救った近代西洋医学の先駆者』（梓書院）

TVドラマ
- 『篤姫』（2008年、NHK大河ドラマ、演：徳井優）
- 『JIN-仁-』（2009年、TBS、演：小林勝也）
- 『陽だまりの樹』（2012年、NHK BS時代劇、演：佐々木睦）